# حروف الانتقال
حروف الانتقال هي الحروف التي تكون مسبوقة بجملة، وبعدها جملة، وتفيد الإضراب أو الابتداء والإستئناف والإستدراك. وهذه الحروف هي (بل - حتى - لكن (مخففة ومشددة) - أم).

## حرف بَل
تكون للإضراب الذي يفيد الإبطال، مثل:
- (وَقَالُوا اتَّخَذَ الرَّحْمَٰنُ وَلَدًا ۗ سُبْحَانَهُ ۚ بَلْ عِبَادٌ مُّكْرَمُونَ) (أي بل هم عباد)
- (أَمْ يَقُولُونَ بِهِ جِنَّةٌ ۚ بَلْ جَاءَهُم بِالْحَقِّ).
أو الانتقال من غرض إلى آخر، مثل:
(قَدْ أَفْلَحَ مَن تَزَكَّىٰ * وَذَكَرَ اسْمَ رَبِّهِ فَصَلَّىٰ * بَلْ تُؤْثِرُونَ الْحَيَاةَ الدُّنْيَا).

## حرف حتى
حَتَّى تكون حرف ابتداء، أي تبدأ بعدها جملة جديدة إذا وقعت بعدها جملة فعلية فعلها ماض أو مضارع يفيد الحال أو جملة اسمية، مثل:
- ازدحمت الشوارع بالسيارات حتى ان المارة لا يجدون مكاناً للسير.
- مازال الرواد يتوافدون حتى ازدحمت القاعة.
-سألت عن هذه المسألة حتى لا احتاج السؤال.

## حرف لكن
تفيد الاستدراك (وهو نفى ما يتوقع ثبوته أو إثبات مايتوقع نفيه) وتكون مسبوقة بجملة ومتلوة بجملة، مثل:
-نحن ندعو إلى السلام ولكن شجاعتنا بالحرب معروفة.
-نجح محمد ولكن اخوه لم ينجح.
وقد تسبق بالواو، مثل:
- (وَمَا ظَلَمْنَاهُمْ وَلَٰكِن كَانُوا هُمُ الظَّالِمِينَ)

## حرفأم
من أوجه استعمالها أن تأتي للإضراب مثل (بَل)، وتقع بين جملتين مستقلتين وتسمى أم المنقطعة، مثل:
- (هَلْ يَسْتَوِي الْأَعْمَىٰ وَالْبَصِيرُ أَمْ هَلْ تَسْتَوِي الظُّلُمَاتُ وَالنُّورُ)
وقد تتضمن مع الإضراب استفهاماً إنكارياً، مثل:
- (أَمْ يُرِيدُونَ كَيْدًا ۖ فَالَّذِينَ كَفَرُوا هُمُ الْمَكِيدُونَ * أَمْ لَهُمْ إِلَٰهٌ غَيْرُ اللَّهِ).